# Бодяково
Бодяково — село в Красногвардейском районе Белгородской области. Входит в состав Новохуторного сельского поселения.

## География
Село расположено недалеко от города Бирюч, административного центра района.
Часовой пояс
Село Бодяково как и вся Белгородская область, находится в часовой зоне МСК (московское время). Смещение применяемого времени относительно UTC составляет +3:00.

## Население
| 1859 | 2002 | 2010 |
| ---- | ---- | ---- |
| 345  | ↘98  | ↘44  |